# Ocna Sibiului
Ocna Sibiului (in passato Vizocna, in ungherese Vízakna, in tedesco Salzburg) è una città della Romania di 4210 abitanti, ubicata nel distretto di Sibiu, nella regione storica della Transilvania.
Fa parte dell'area amministrativa anche la località di Topârcea.

## Le terme
Ocna Sibiului è una nota località termale, grazie alla presenza di giacimenti di sale che arricchiscono le acque delle sorgenti e che, a loro volta, formano diversi laghi di acqua salata (come il Lago Auster), con salinità crescente dalla superficie al fondo e molto elevata, in particolare nel caso del Lago Brancoveanu, in cui raggiunge anche i 320 g/l.
La proprietà terapeutiche delle acque di Ocna Sibiului sono conosciute da tempo: queste vengono infatti citate nel suo diario dall'ambasciatore dell'Imperatore Rodolfo II d'Asburgo presso Michele il Bravo, che si fermò nella città durante un suo viaggio verso Costantinopoli compiuto nel 1598.
L'apertura ufficiale delle terme avvenne il 2 settembre 1846, mentre continuava anche l'attività delle adiacenti miniere di sale, che vennero chiuse nel 1930. Dopo la fine della Seconda guerra mondiale e l'avvento del regime comunista, le terme vennero nazionalizzate e continuarono a funzionare fino al 1997, quando chiusero a causa della mancanza dei contributi statali che venivano erogati dal vecchio regime.
L'attività è comunque a poco a poco ripresa a partire dal 2002, in forma ridotta e basandosi sulle strutture di un albergo; lo stabilimento termale vero e proprio, completamente restaurato, è stato ufficialmente reinaugurato il 20 luglio 2006.

## Galleria d'immagini

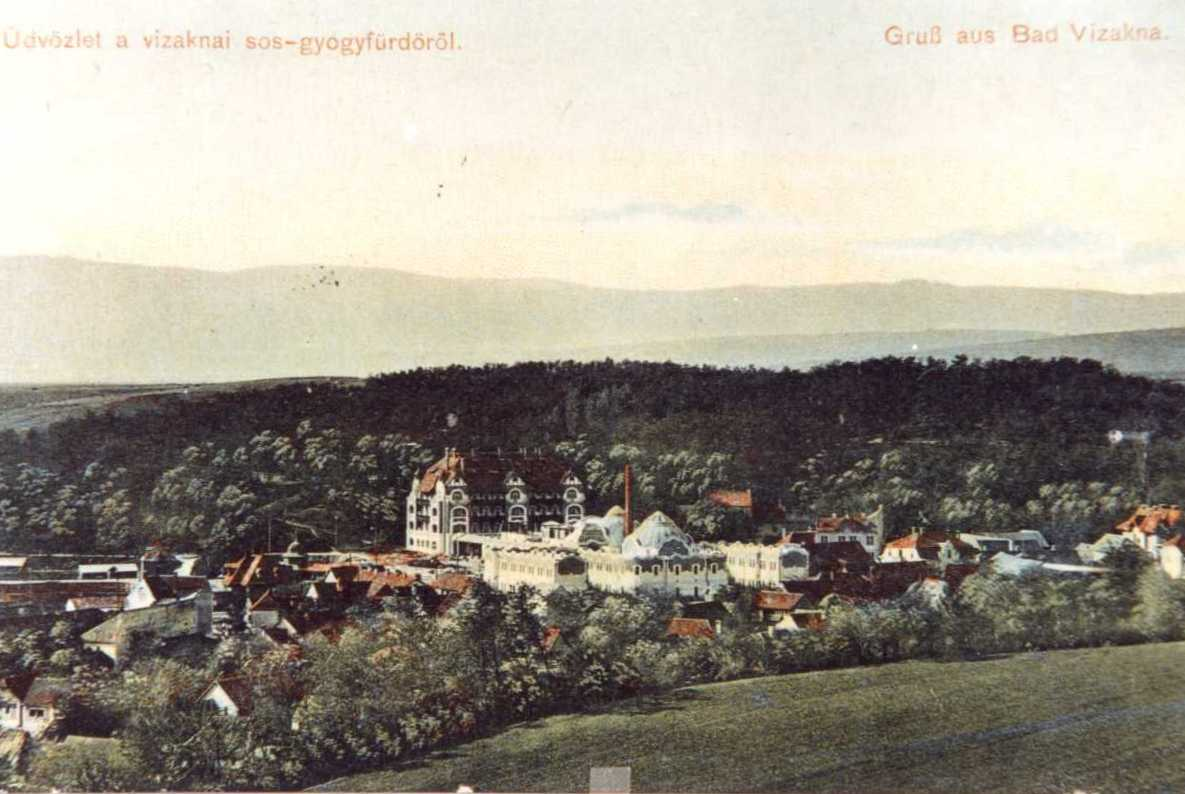
The old station
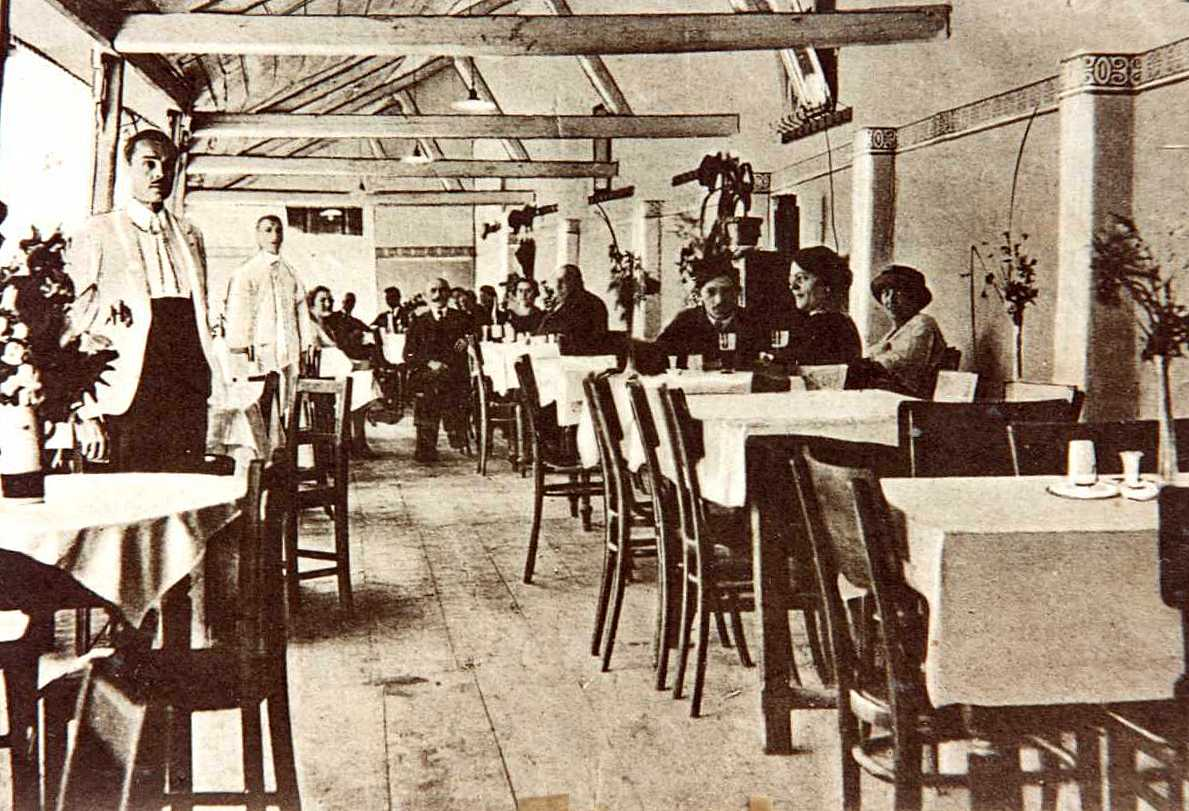
once upon a time
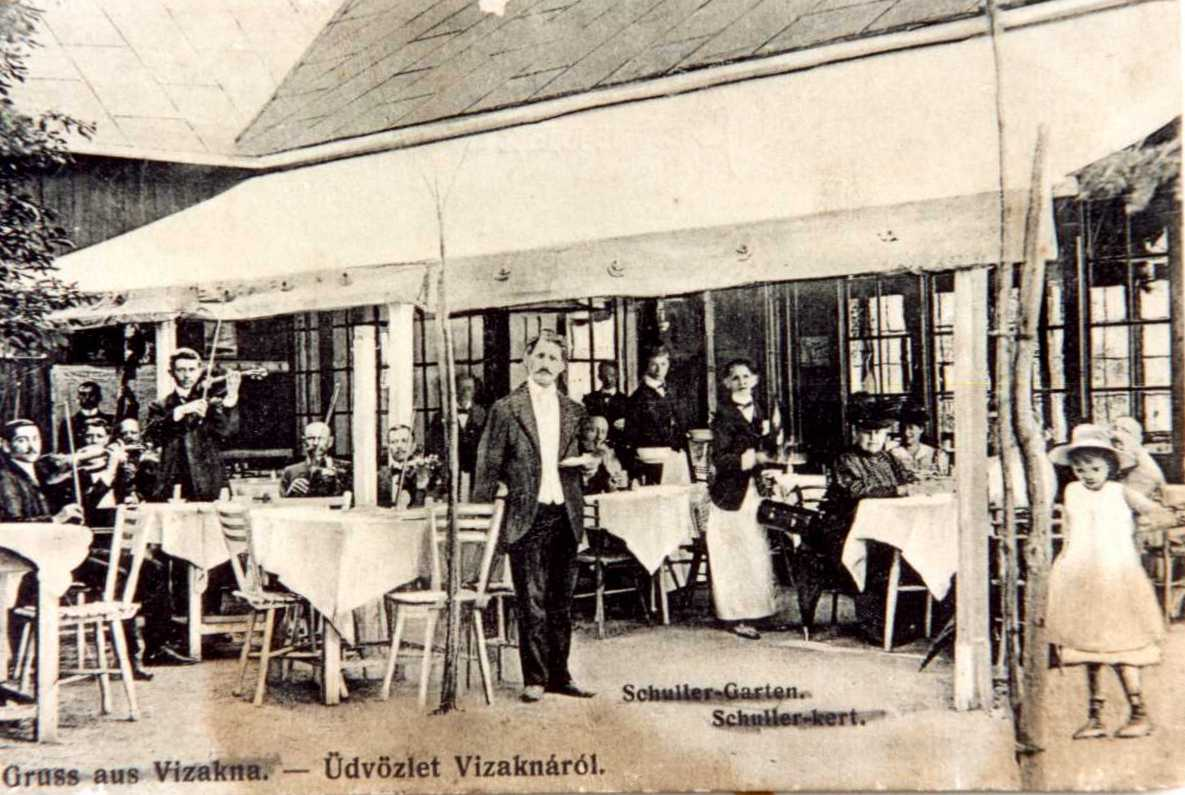
once upon a time
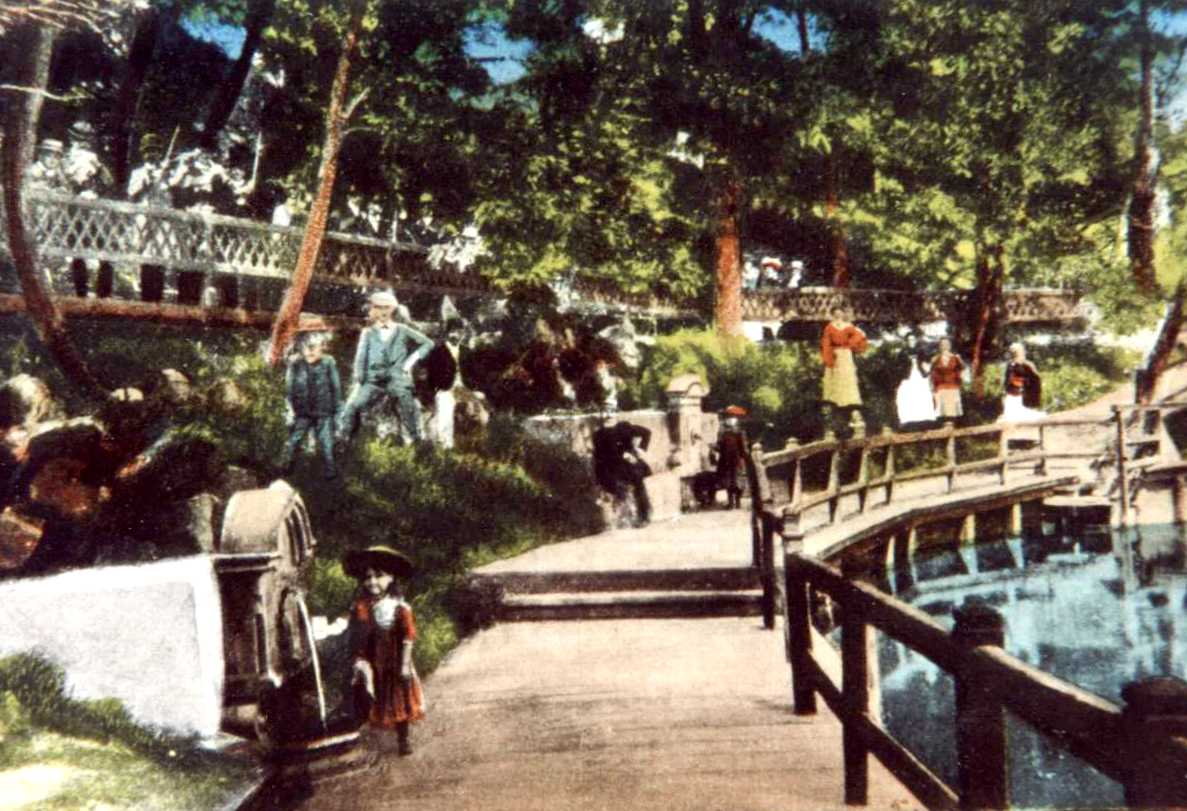
once upon a time
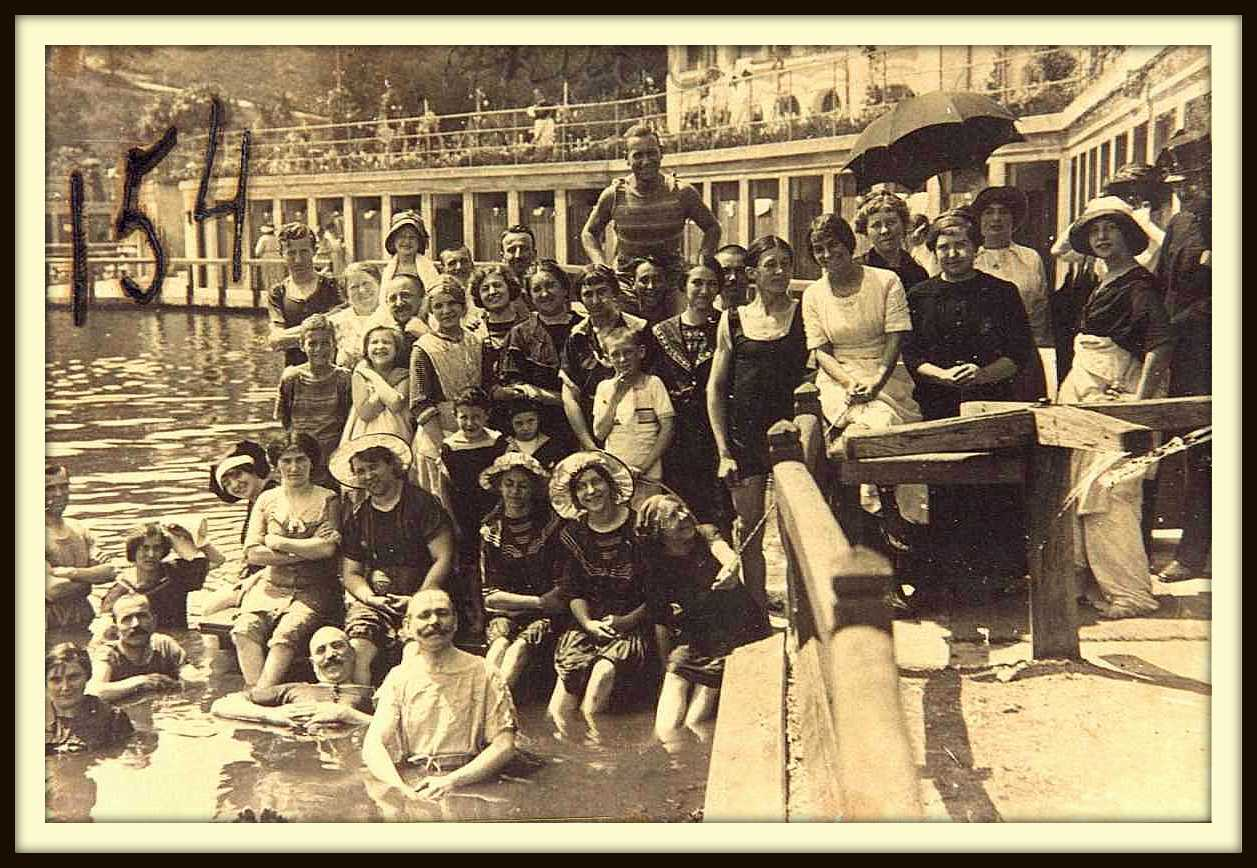
"Ocna Baths"
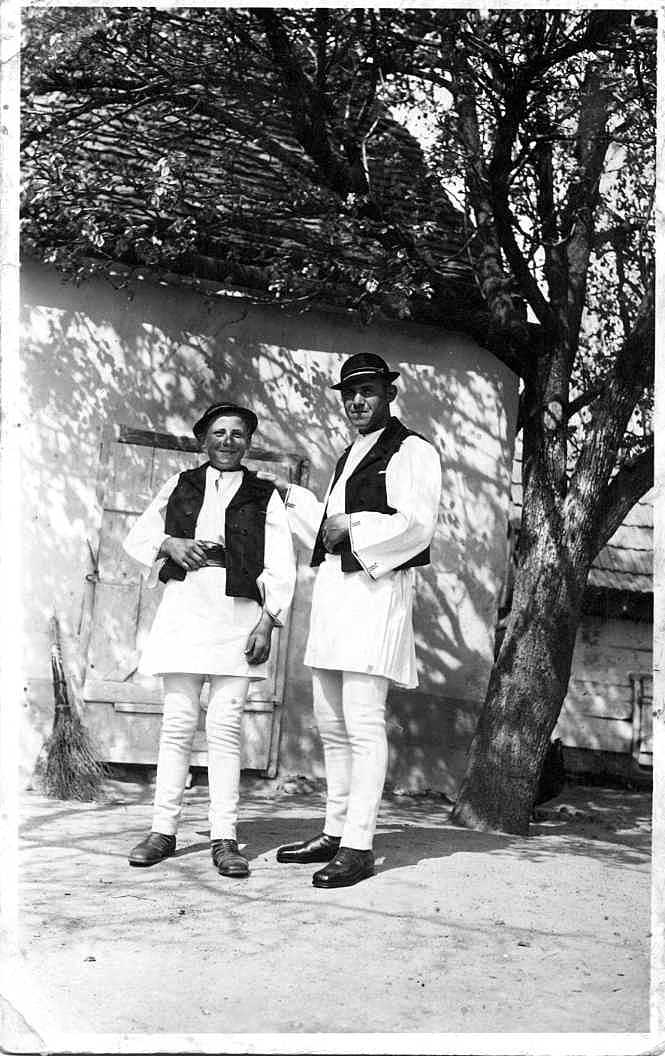
Popular costume
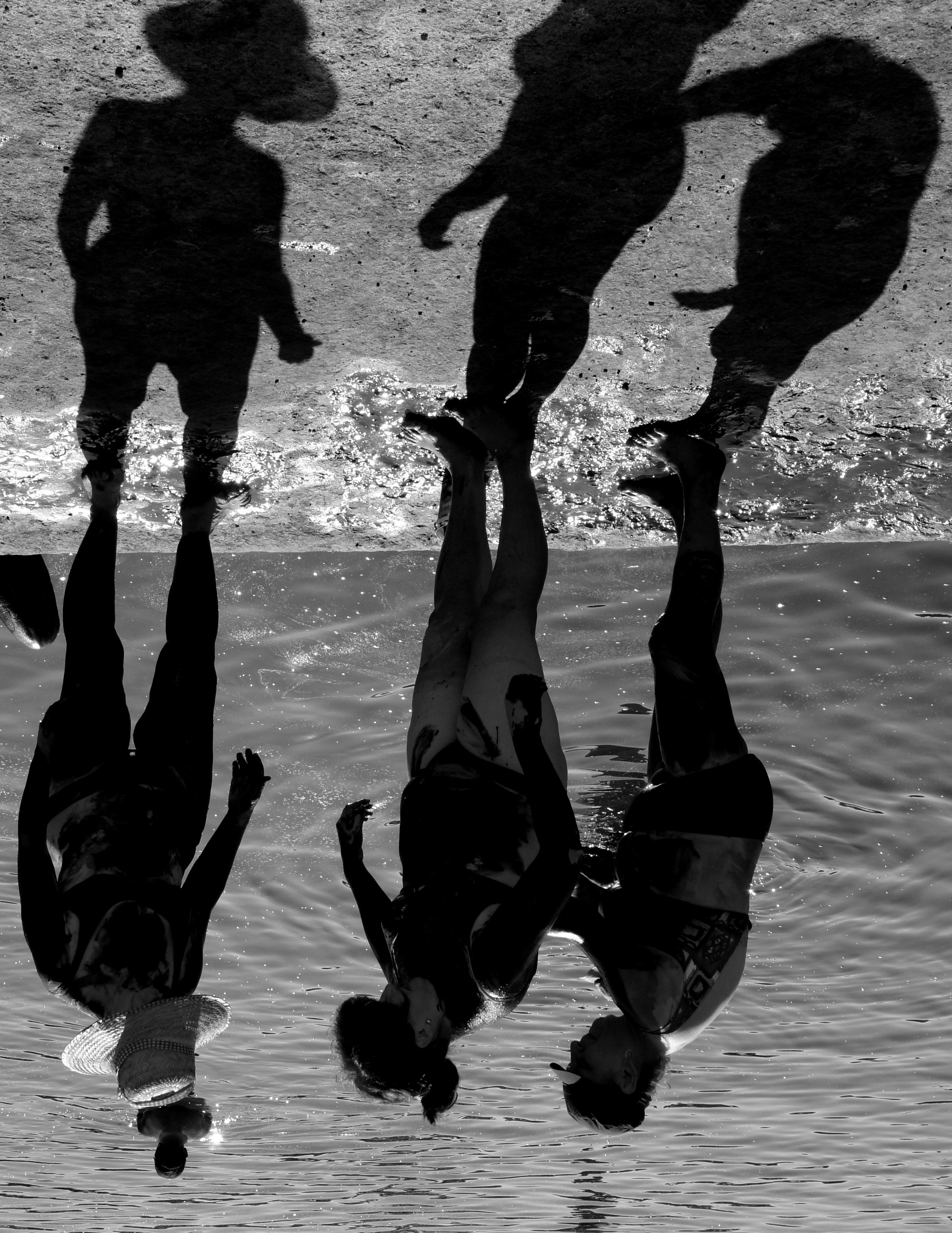
Shadow and light
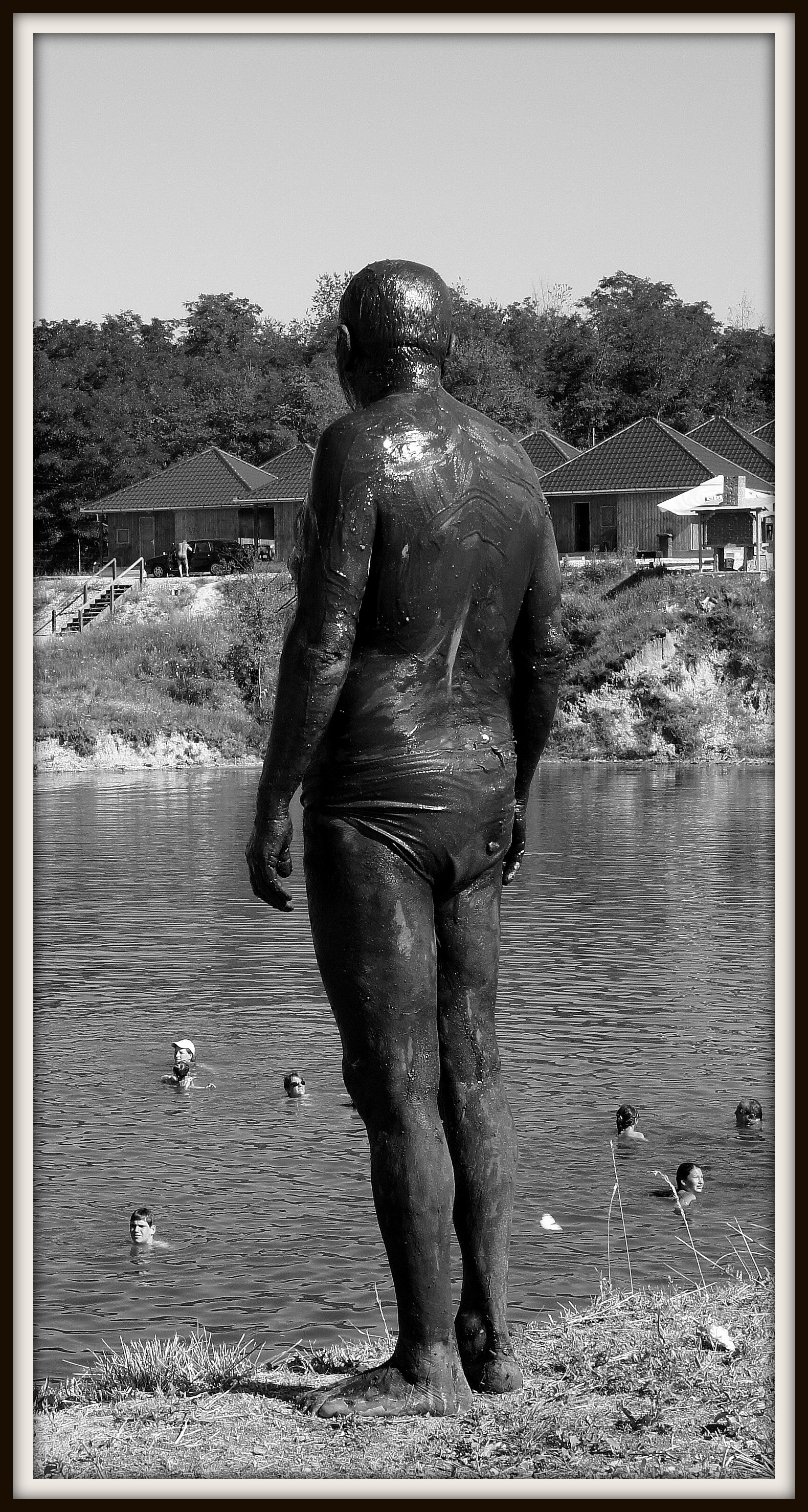
Statue of muck
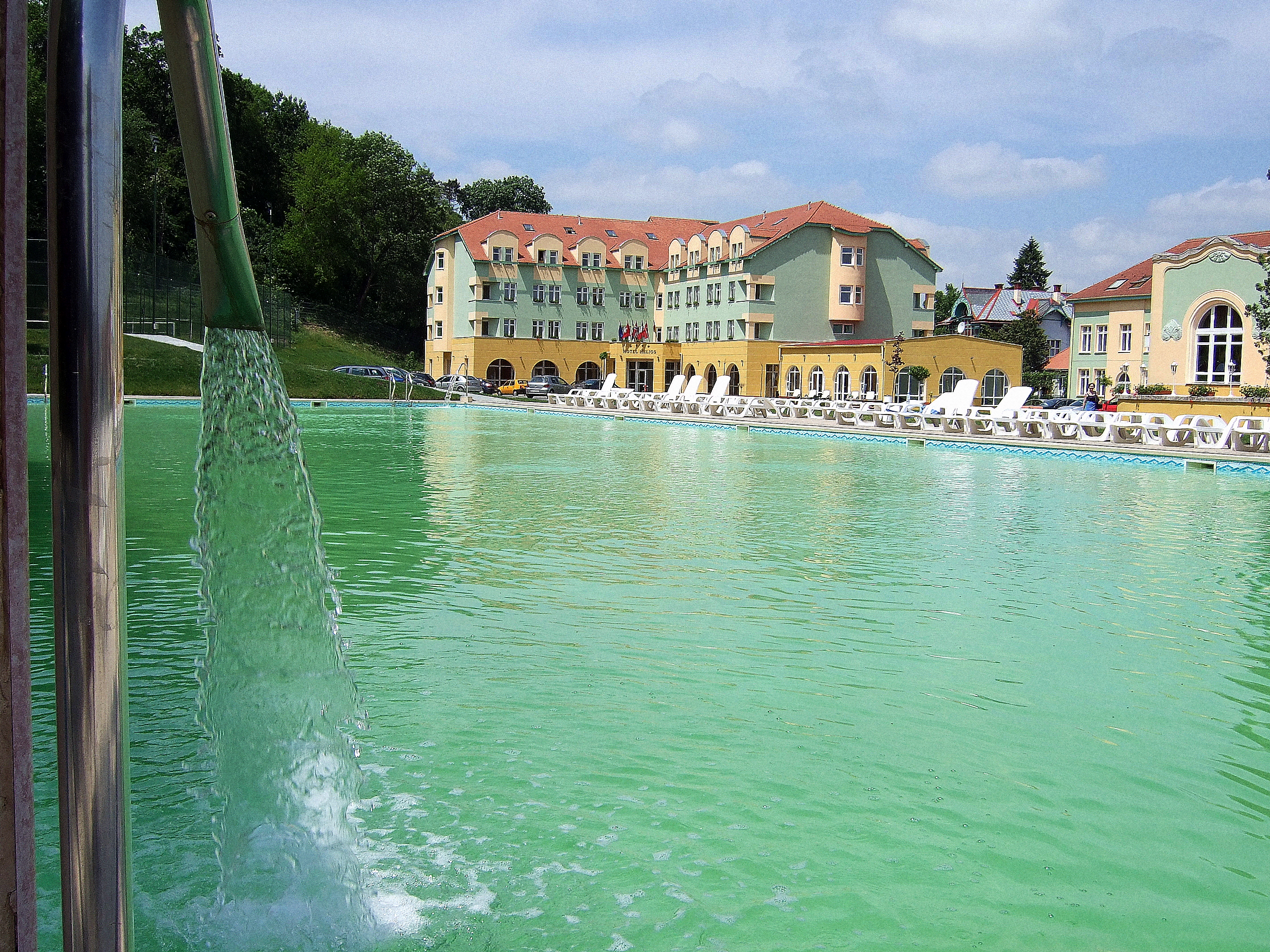
Salt water
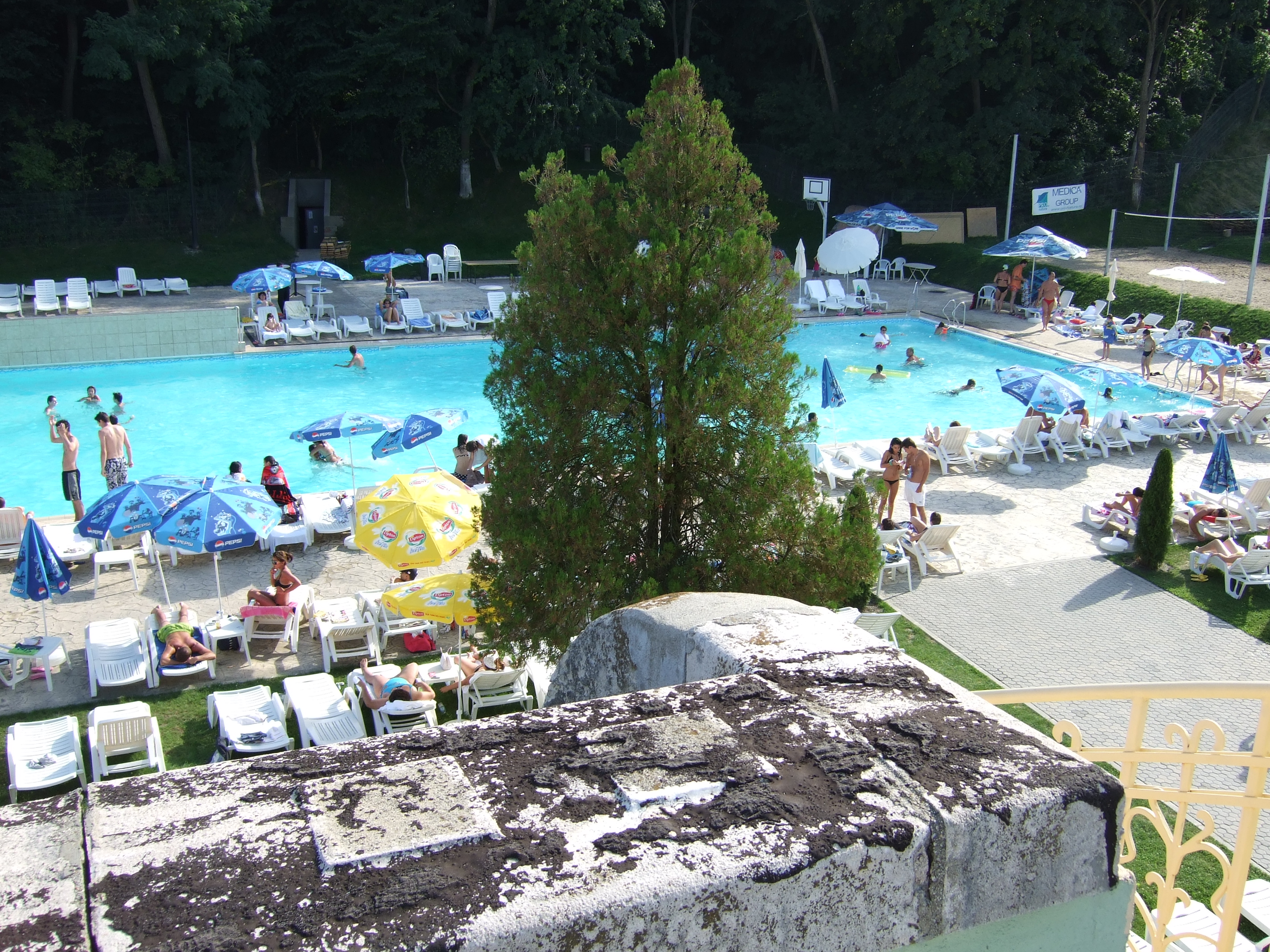
Salt swimming-pool
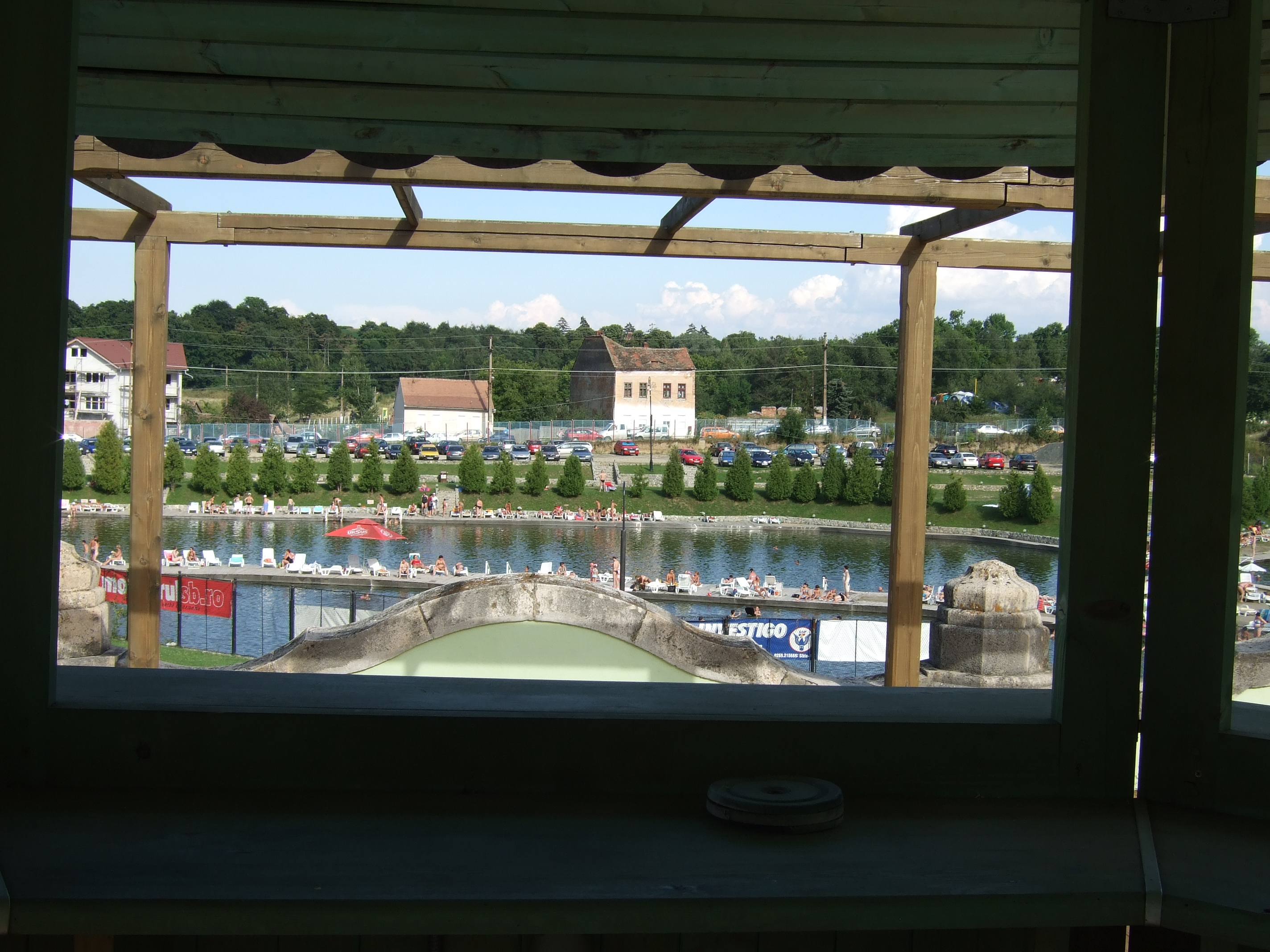
Swimming-lakes
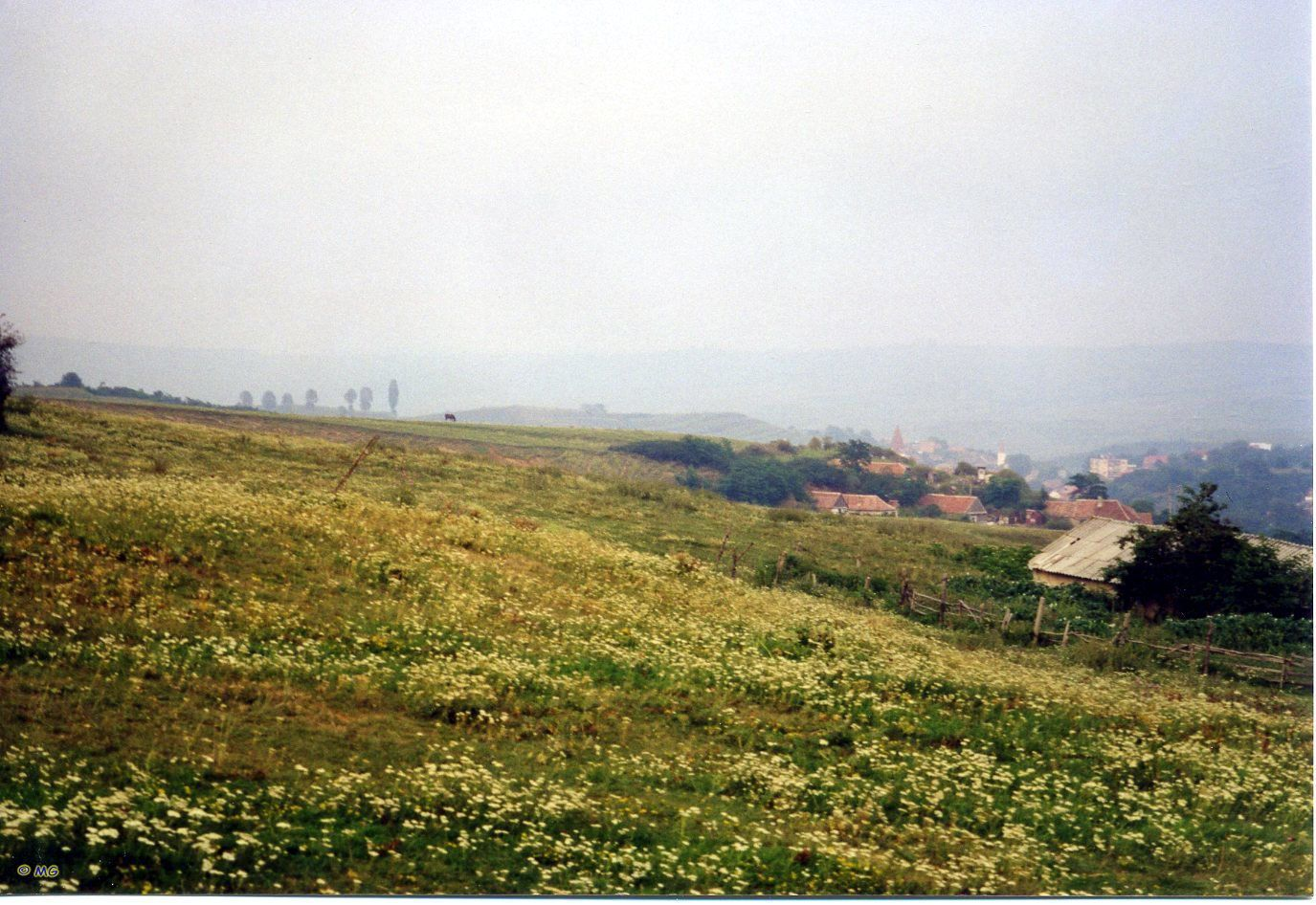
"Green Pastures"
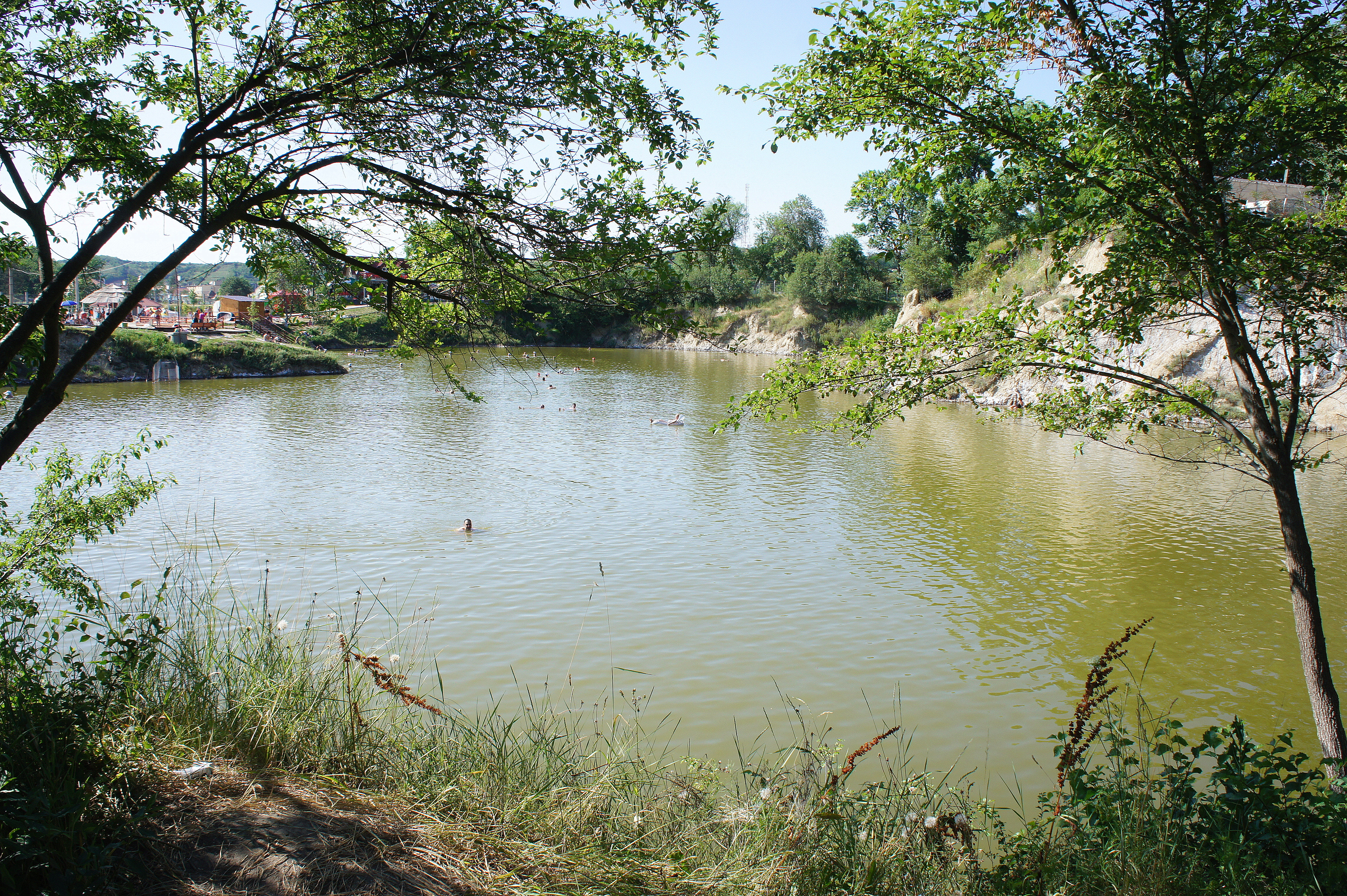
Lake Ocniţa/Ocna Pustie
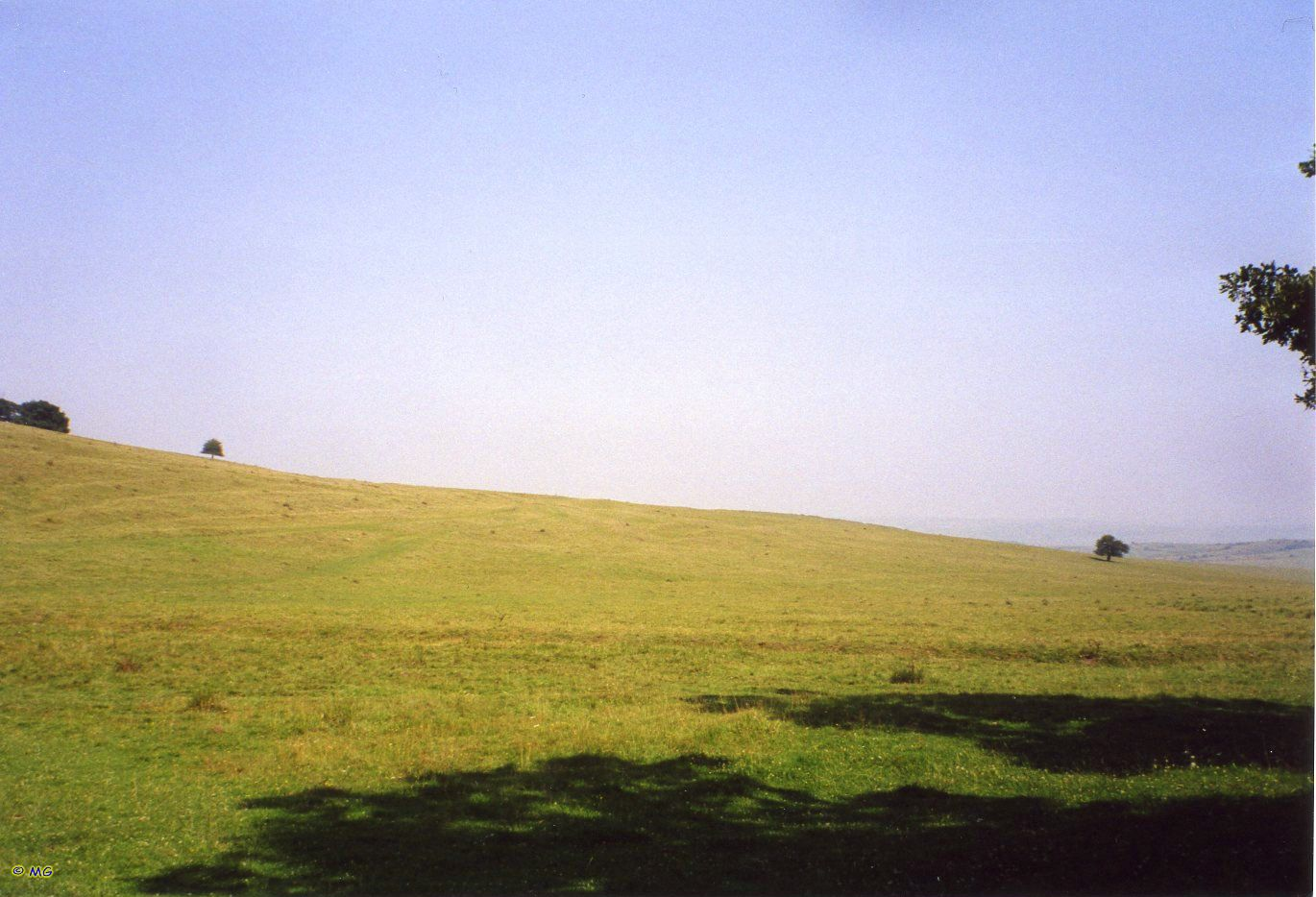
"Green Pastures"
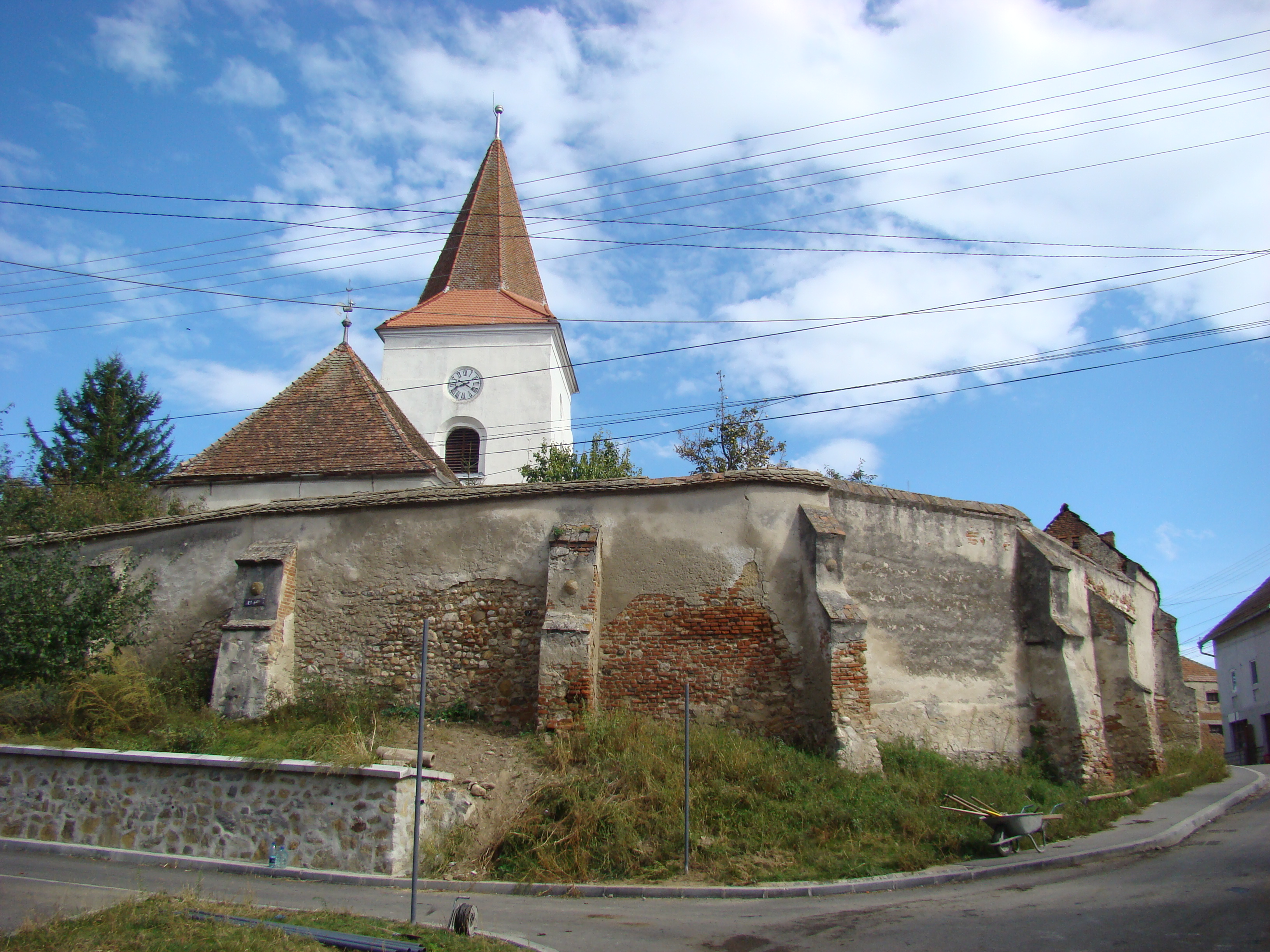
The fortified church